# Butros Butros-Gali
Butros Butros-Gali (arabsko بطرس بطرس غالي), egiptovski diplomat in politik, * 14. november 1922, Kairo, Egipt, † 16. februar 2016, Kairo.
Butros-Gali je bil generalni sekretar OZN med letoma 1992 in 1996. Njegov stari oče, Butros Gali, je bil predsednik vlade Egipta. 
V otroških letih je zanj skrbela Slovenka Milena Faganeli, aleksandrinka iz Mirna pri Gorici.